# Hoplodoris
Hoplodoris là một chi sên biển, nhóm con sên biển mang trần thuộc nhánh Doridacea, là động vật thân mềm chân bụng không vỏ sống ở biển trong họ Dorididae.

## Các loài
Các loài thuộc chi Hoplodoris bao gồm:
- Hoplodoris armata  Baba, 1993
- Hoplodoris bifurcata  Baba, 1993
- Hoplodoris bramale  Fahey & Gosliner, 2003
- Hoplodoris estrelyado  Gosliner & Behrens, 1998
- Hoplodoris flammea  Fahey & Gosliner, 2003
- Hoplodoris grandiflora  Pease, 1860
- Hoplodoris hansrosaorum  Dominguez, Garcia & Troncoso, 2006
- Hoplodoris nodulosa  Angas, 1864